# Красненский сельсовет (Амурская область)
Кра́сненский сельсове́т — упразднённое сельское поселение в Тамбовском районе Амурской области.
Административный центр — село Красное.

## История
Красненский сельсовет был образован в рамках административного устройства Амурской области, как и многие другие сельские поселения, в советский период. Его история тесно связана с развитием сельского хозяйства и коллективизации в регионе. В первые десятилетия XX века в Амурской области активно создавались колхозы и совхозы, что было важной частью экономической политики того времени.
11 июня 2005 года в соответствии с Законом Амурской области № 29-ОЗ муниципальное образование наделено статусом сельского поселения.
Законом Амурской области от 7 мая 2015 года № 536-ОЗ,
Куропатинский и Красненский сельсоветы объединены в Куропатинский сельсовет.

## Социально-экономическое развитие
Красненский сельсовет включал два населённых пункта — села Красное и Корфово. Основным градообразующим предприятием сельсовета был сельскохозяйственный производственный кооператив "Корфовский", который обеспечивал большую часть рабочих мест в районе. На 1 января 2006 года численность работников кооператива составляла 110 человек, а средняя заработная плата — 4173 рубля.
Численность постоянного населения сельсовета составляла 508 человек, из которых 266 мужчин и 242 женщины. Большая часть населения находилась в трудоспособном возрасте (312 человек). Численность занятых в различных отраслях составляла 157 человек, из них в сельском хозяйстве было занято 102 человека, в строительстве — 4, в жилищно-коммунальном хозяйстве — 7, в торговле — 7, в сфере бытового обслуживания — 1 человек. Численность пенсионеров на тот момент составляла 69 человек.

### Потребительский рынок
На территории сельсовета функционировали три торговые точки с общей торговой площадью 74 кв. м, а также одна столовая закрытого типа на 50 посадочных мест.

### Инфраструктура
В Красненском сельсовете была развита социальная инфраструктура, включавшая:
- баню;
- пожарную команду;
- телефонную связь.

### Социально-культурная сфера
Здравоохранение было представлено фельдшерско-акушерским пунктом. Образовательные учреждения включали детский сад на 50 мест (посещаемость — 21 ребёнок) и среднюю школу на 140 мест. В сфере культуры действовал клуб на 250 мест и библиотека с книжным фондом в 4472 единицы.

## Население
| 2002 | 2010 | 2011 | 2012 | 2013 | 2014 | 2015 |
| ---- | ---- | ---- | ---- | ---- | ---- | ---- |
| 461  | ↘415 | →415 | ↘396 | ↘381 | ↘371 | ↘332 |

## Состав сельского поселения
| № | Населённый пункт | Тип населённого пункта       | Население |
| - | ---------------- | ---------------------------- | --------- |
| 1 | Корфово          | село                         | ↗72       |
| 2 | Красное          | село, административный центр | ↗249      |